# Grădinile
Grădinile es una comuna ubicada en el distrito de Olt, Rumania.

## Superficie
Posee una superficie de 28,62 kilómetros cuadrados.

## Demografía
Hasta 2021 la población era de 1462 habitantes, con una densidad de población de 51,08 habitantes por kilómetro cuadrado.